# Granat OTO Mod. 35
OTO M1935 – włoski granat odłamkowy, produkowany przez przedsiębiorstwo OTO, używany przez armię włoską podczas II wojny światowej. Skorupa granatu wykonana była z lekkiego metalu, wewnątrz której umieszczono 71 gramów trotylu. Granat wyposażony był w zapalnik uderzeniowy.
Ze względu na dużą zawodność zastosowanego zapalnika oraz fakt, że korpus granatu zwykle malowany był na kolor czerwony, granaty OTO M1935, podobnie jak stosowane równolegle z nimi Breda M1935 oraz SRCM M1935, zyskały wśród żołnierzy alianckich miano "czerwonych diabłów".